# آبشار مانینگوری
آبشار مانینگوری (به لاتین: Maningory Falls) یک آبشار در ماداگاسکار است که در آنالانجیروفو واقع شده‌است.